# 外山安樹子
外山 安樹子（とやま あきこ、Akiko Toyama、1976年6月12日-）は、日本の北海道札幌市生まれのジャズピアニスト、作曲家。

## 来歴
6歳よりヤマハネム音楽院に在籍、クラシックピアノを濱田典子、作曲を小島佳男、土田英介に師事。
1988年、JPTA日本ピアノ教育連盟「第4回ピアノ・オーディション」(テーマ：「ベートーヴェン」) 本選に出場し、小学生の部の最上位者11名に入選。
1993年、ヤマハ音楽振興会主催のジュニアオリジナルコンサート(JOC)活動の一環で、フランスで開催された国境なき医師団のためのチャリティコンサートに参加し、シルヴァン・カンブルラン指揮フランス国立放送フィルハーモニー管弦楽団と自作のピアノ協奏曲を共演。
同年、増井信貴指揮札幌交響楽団と自作のピアノ協奏曲を共演。
1995年、藤女子中学校・高等学校卒業
2000年、早稲田大学法学部卒業。
2001年、吉田ピアノ教室の門戸を叩き、ジャズピアノを吉田章啓に師事。
その後、独学と実践でジャズを習得する。
2003年、ジャズピアニストとして首都圏を中心にライブ活動を開始。多くのジャズミュージシャンと共演すると共に、多数のレコーディングに参加。
2007年、関口宗之(b)とのデュオによる1stアルバム『Lilac Songbook』をリリース。
2008年、関口宗之(b)、秋葉正樹(ds)と共に「外山安樹子トリオ」を結成し地方にも活動範囲を拡大。並行してジャズピアノ講師として後進の指導にもあたる。
2009年、2ndアルバム『All is in the Sky』をリリース。
2011年、3rdアルバム『Ambition』をリリース。
2013年、4thアルバム『Nobody Goes Away』をリリース。
2016年、5thアルバム『Tres Trick』をリリースし、渋谷「JZ Brat」を皮切りに、全国12ヶ所でリリース記念ライブツアーを行う。
2017年、ミニアルバム『Snowing Town』をリリース。
2018年、トリオ結成10周年記念アルバム『Toward the 11th』をリリースし、渋谷「JZ Brat」を皮切りに、全国19ヶ所でリリース記念ライブツアーを行う。
2019年、山下一史指揮千葉交響楽団とガーシュウィン作「ラプソディ・イン・ブルー」を共演。
2020年、コロナ禍でライブ活動が縮小を余儀なくされる中、完全リモート録音によるダウンロード用音源（シングル）『まっすぐに』をリリース。
2021年、トリオ初のジャズ・スタンダードアルバム『Letters』をリリース。
2023年、ソロアルバム『My Palette』をリリース。
同年、トリオ結成15周年記念アルバム『Moving Again'19→'23』をリリースし、渋谷「JZ Brat」におけるリリース記念ライブでアルバム全曲演奏を行う。
2024年、中溝ひろみのアルバム『My Broadway』の制作に携わり、ミュージカルナンバー全11曲のストリングスパートを含むジャズアレンジと自身初のサウンドプロデュースを担当。
2025年、トリオ初のバラード集『The Water Is Wide』をリリース。

## 人物
- 音楽教室には「作曲がしたい」と自分で言い出して通い始めた。先生方が演奏にも力を入れていたためピアノも一緒に習う様になったが、当時は作曲に比べるとピアノの演奏に興味が持てなかったと明かしている。[9]
- 大学在学中は音楽に一切関わらず、裁判官を目指して司法試験の勉強に励む中、気分転換で始めたジャズピアノにのめり込み、次第に練習や演奏活動が思い通りに出来ないことに歯がゆさを感じ始め、3回目の司法試験に落ちた時にジャズピアノ一本に絞る決意をした。[1]
- 学業に専念するため離れていた演奏活動に再び戻り、ジャズに傾倒する様になったきっかけは、たまたま行ったCDショップのジャズコーナーでチック・コリアのライブ音源を聴き、魅力を感じたためと語っている。[2]
- 好きな音楽家として、クラシック音楽ではセルゲイ・ラフマニノフ[2]、ジャズではラーシュ・ヤンソン、イヴァン・パドゥア[9]を挙げている。
- 作曲をする時は、曲を作ろうと意気込んでピアノの前に座ることは無く、日常のふとした瞬間に思いついたメロディを展開し[9]、育てていく手法を採っており、また、運指がしやすいような曲作りをしてしまわない様に、なるべくピアノを使わないようにしている。[2]

## ディスコグラフィ

### リーダー作品

#### アルバム
- 『Lilac Songbook』(YPM LABEL) 2007年　関口宗之(b)とのデュオ作品

- 『All is in the Sky』(YPM LABEL) 2009年　トリオによるファーストアルバム
- 『Ambition』(YPM LABEL) 2011年
- 『Nobody Goes Away』(YPM LABEL) 2013年
- 『Tres Trick』(ライス・レコード) 2016年
- 『Snowing Town』(ライス・レコード) 2017年
- 『Toward the 11th』(ライス・レコード) 2018年　トリオ結成10周年記念作品
- 『Letters』(Autumn Leaves Record) 2021年　初のジャズ・スタンダード集
- 『Moving Again'19→'23』(ライス・レコード) 2023年　トリオ結成15周年記念作品
- 『The Water Is Wide』(Autumn Leaves Record) 2025年　ファン感謝企画で限定生産された初のバラード集

#### シングル
- 『まっすぐに』 2020年　完全リモート録音によるダウンロード販売用音源

### ソロ作品(アルバム)
- 『My Palette』(YPM LABEL) 2023年

### サポート参加アルバム
- 山本太郎　(cl)：『Acoustic Art』(YPM LABEL) 2008年
- 大野方栄　(vo)：『聚楽』(HOUEI MUSIC) 2013年
- 吉野ミユキ(as)：『STARTING POINT』(doLuck Jazz) 2014年
- 吉野ミユキ(as)：『Growing Up』(doLuck Jazz) 2016年
- 瀬戸カオリ(vo)：『Kaori』(whisper label) 2019年
- 中溝ひろみ(vo)：『12月のうた』(TORAMELO LABEL) 2023年
- 勝部まき　(vo)：『MOSTLY BALLADS』(YPM LABEL) 2023年
- 中江裕気　(ts)：『Reflections in the city』(Yokohama Reunion) 2024年
- 中溝ひろみ(vo)：『My Broadway』(T-TOC RECORDS) 2024年

## 主な受賞歴
- ジャズメロディ大賞2009　20位（受賞曲:「星合(ほしあい)」）[15]
- ジャズオーディオ・ディスク大賞2011 メロディ部門14位（受賞曲:「Wish In The Dream」）、同22位（受賞曲:「Rainy Garden」）[16]
- ジャズオーディオ・ディスク大賞2013 メロディ部門（受賞曲:「誰もいなくならない」）[17]
- ジャズオーディオ・ディスク大賞2016 インストゥルメンタル部門23位（受賞アルバム:「Tres Trick」）[18]
- ジャズオーディオ・ディスク大賞2016 メロディ部門（受賞曲:「Tres Trick」、「Warm Snow」）[19]
- ジャズオーディオ・ディスク大賞2018 メロディ賞（受賞曲:「Harutooshi(春遠し)」）[20]
- ジャズオーディオ・ディスク大賞2023 メロディ賞（受賞曲:「イランカラプテ」）[21]
- INTERNATIONAL SONGWRITING COMPETITION 　SEMI-FINALISTS 2023選出（受賞曲:「May Journey」）[22]
- INTERNATIONAL SONGWRITING COMPETITION 　SEMI-FINALISTS 2024選出（受賞曲:「From The Beginning」）[23]